# Vanessa-Mae
Vanessa-Mae Vanakorn, coniugata Nicholson (Singapore, 27 ottobre 1978), è una violinista ed ex sciatrice alpina thailandese con cittadinanza britannica, conosciuta al grande pubblico per la sua produzione techno-classica, arrangiamenti di opere classiche in chiave moderna, attraverso l'uso di nuove tecnologie musicali. Nelle liste della Federazione Internazionale Sci è iscritta come Vanessa Vanakorn.

## Biografia
Vanessa Mae è nata a Singapore da padre thailandese, avvocato, e madre cinese, pianista. Dopo la separazione dei suoi genitori, sua madre sposò un uomo inglese (Graham Nicholson), e la sua famiglia si sistemò in Inghilterra, quando Vanessa aveva 4 anni. È cresciuta a Londra e ha la cittadinanza britannica.In Cina ha assunto il nome di Chen Mei, Chen è il cognome della madre cinese.

### Carriera musicale
Vanessa Mae cominciò a suonare il pianoforte all'età di 3 anni, e il violino a 5. Durante l'infanzia era relativamente famosa nel Regno Unito, facendo anche apparizioni televisive (per esempio in Blue Peter) suonando più che altro musica classica o di stile conservativo. Secondo il Guinness dei Primati, è la più giovane violinista ad avere inciso i concerti per violino di Beethoven e Čajkovskij, una registrazione avvenuta quando lei aveva 13 anni. In questi anni, studiava alla Francis Holland School nel centro storico di Londra.
Vanessa Mae ebbe il suo debutto internazionale allo Schleswig-Holstein Musik Festival in Germania nell'anno 1988, e nello stesso anno fece il suo debutto in concerto suonando con la Philharmonia Orchestra a Londra. Durante l'adolescenza Vanessa Mae si staccò dalle sue influenze classico-tradizionali e divenne nota per il suo stile vistoso e sensuale apparendo nei video musicali in abiti moderni.
Il suo primo album pop, The Violin Player, fu pubblicato nel 1995, ed è ancora considerato uno dei migliori lavori della sua carriera musicale. Nel 1997 partecipò alla produzione dell'album The Velvet Rope di Janet Jackson suonando un assolo di violino nella canzone Velvet Rope. Nel 1998 partecipa nell'album In My Life di George Martin, eseguendo Because. Suona inoltre il brano Reflection nella versione per l'Italia, la Grecia e la Polonia della colonna sonora del film Mulan.
Nell'aprile del 2006, Vanessa Mae fu classificata, secondo la Rich List del Sunday Times, come la più benestante giovane intrattenitrice sotto i 30 anni nel Regno Unito, avendo un patrimonio di 32 milioni di sterline accumulati da concerti e vendite discografiche.

### Carriera sportiva
Dopo aver già tentato invano di partecipare ai XIX Giochi olimpici invernali di Salt Lake City 2002, dal 2013 ha preso parte ad alcune gare FIS e ad altre competizioni minori e si è qualificata per la Thailandia ai XXII Giochi olimpici invernali di Soči 2014, seconda thailandese dopo Prawat Nagvajara (in gara nello sci di fondo proprio a Salt Lake City). Ha preso parte allo slalom gigante, classificandosi 67ª, ultima delle atlete giunte al traguardo, a quasi 8 secondi dalla penultima.
A luglio 2014 un'indagine della Federazione sciistica della Slovenia, su pressione della Federazione Internazionale Sci, ha appurato che i risultati delle gare FIS risultati decisivi per la qualificazione olimpica della musicista erano stati manipolati; i responsabili delle scorrettezze (tra i quali il direttore tecnico della Nazionale di sci alpino della Slovenia, Vlado Makuc), sono stati di conseguenza sospesi per quattro anni. A novembre dello stesso anno anche Vanessa Mae è stata squalificata per quattro anni dalla Federazione Internazionale. La squalifica è stata poi revocata dal Tribunale Arbitrale dello Sport di Losanna, cui l'atleta si era rivolta in appello, nel giugno del 2015, ma è stato confermato l'annullamento del risultato ottenuto in sede olimpica. Si è ritirata nel gennaio del 2018.

### Carriera cinematografica e televisiva
Oltre ad aver partecipato a numerosi talent, reality e spettacoli televisivi, Vanessa Mae ha recitato anche nella serie televisiva Risas y estrellas, prendendo parte a un episodio del 1997. Ha preso parte al cortometraggio The Violin Fantasy di John Davies nel 1998 e ancora nel 2000 è apparsa in due episodi della serie televisiva Il principe delle favole (Arabian Nights).

## Filmografia parziale

### Attrice
- Risas y estrellas (1997) - serie televisiva, 1 episodio
- The Violin Fantasy, regia di John Davies (1998) - cortometraggio
- Il principe delle favole (Arabian Nights, 2000) - serie televisiva, 2 episodi

## Discografia parziale

### Album
- Violin (1990)
- Kid's classics (1991)
- Tchaikovsky & Beethoven Violin Concertos(1991/1992)
- The Violin Player (1995)
- The Alternative Records from Vanessa Mae (1996)
- The Classical Album 1 (1996)
- China Girl: The Classical Album 2 (1997)
- Storm (1998)
- The Original Four Seasons and the Devil's Trill Sonata (1999)
- The Classical Collection: Part 1 (2000)
- Subject to Change' (2001)
- The Best of Vanessa-Mae (2002)
- The Ultimate Vanessa-Mae (2003)
- Choreography (2004)
- Xpectation (2004)

### Singoli
- Toccata & Fugue (1995)
- Toccata & Fugue - The Mixes (1995)
- Red Hot (1995)
- Classical Gas (1995)
- I'm a-Doun for Lack O' Johnnie (1996)
- Bach Street Prelude (1996)
- Happy Valley (1997)
- I Feel Love Part 1 (1997)
- I Feel Love Part 2 (1997)
- The Devil's Trill & Reflection (1998)
- Destiny (2001)
- White Bird (2001)